# Aawiesenpark
Der Aawiesenpark ist eine 1987 angelegte 4,5 Hektar große Grünfläche östlich des Flusses Aa in der ostwestfälischen Stadt Herford. Auf dem Naherholungsgelände gibt es mit Bäumen bewachsene weitläufige Wiesenflächen, Blumenbeete und Wege sowie einen künstlich angelegten Teich, einen Kinderspielplatz und einen Calisthenics-Park. Der nördliche Teil der Fläche ist geometrisch mit Rundflächen angelegt, der übrige Teil wurde als Landschaftspark mit den zwei Schwerpunkten Spielbereich und Teich, der durch eine Brücke überspannt wird, gestaltet. In der Böschung am Rundplatz „Fredericia-Ufer“ steht ein Säulenfragment von der früheren Karina-Schokoladenfabrik an der Hansastraße und auf einem Hügel steht ein Pavillon. Im Südosten geht der Park in das Gelände des Alten Friedhofs mit über 300 erhaltenen Grabsteinen über.

## Lage

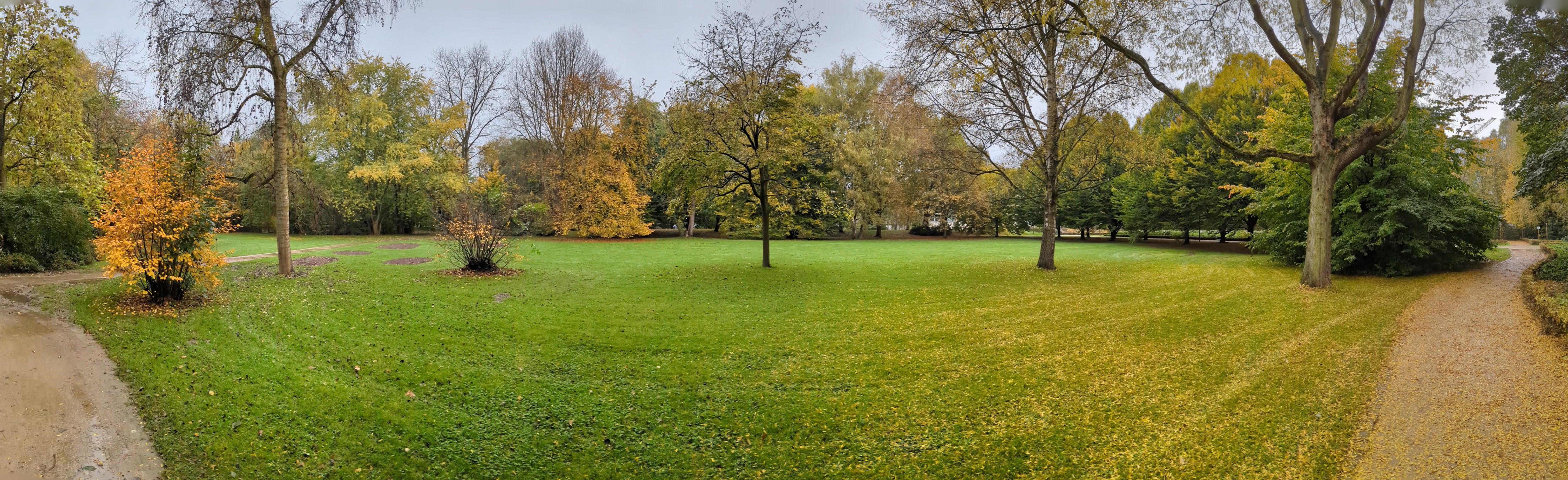
Aawiesenpark Herford

Der Park liegt in der Altstädter Feldmark zwischen der nordwestlich fließenden Aa, dem Wall Unter den Linden im Norden, der Bebauung der Straßen Unter den Linden und Eisgrabenstraße im Osten, dem Alten Friedhof im Südosten und Süden sowie der Hermannstraße, die den Aawiesenpark im Süden und Südwesten begrenzt. Parallel zur Aa verbindet ein Rad- und Fußweg den Wall mit der Hermannstraße, der 1989 Fredericia-Ufer benannt wurde. Südlich der Hermannstraße geht das Fredericia-Ufer in das Vodice-Ufer über. Dort befindet sich auch das Berufskollegzentrum mit dem Friedrich-List-Berufskolleg, dem Anna-Siemsen-Berufskolleg und dem Wilhelm-Normann-Berufskolleg. Die dänische Stadt Fredericia ist seit 1987 Partnerstadt der Stadt Herford, zu Vodice in Kroatien besteht seit 1974 eine Städtefreundschaft.

## Geschichte
Bis ins 19. Jahrhundert wurde der Bereich des Aawiesenparks bei Hochwasser der Aa als Überschwemmungsfläche genutzt. Ende des 19. Jahrhunderts wurde in der Nähe des 1808 eröffneten Alten Friedhofs eine Gärtnerei mit Freiflächen und Gewächshäusern angelegt. In den 1920er Jahren wurde die Aa begradigt, wodurch die angrenzende Fläche größer wurde. In den 1960er Jahren gab es seitens der Stadtverwaltung Überlegungen, den südlichen Abschnitt des Innenstadtrings über das Gelände zu führen oder dort eine Berufsschule, eine Volksschule, eine Sporthalle, ein Jugendheim und ein Parkhaus zu bauen. Nachdem die Planungen für den Innenstadtring eingestellt worden waren, wurde in den 1970er Jahren die Hermannstraße bis zur Bielefelder Straße verlängert und das Berufsschulzentrum südlich der Hermannstraße gebaut. Dadurch war die Fläche nördlich der Hermannstraße für eine neue Planung frei und 1987 begannen die Arbeiten an der nun Aawiesenpark genannten Fläche. Nachdem die Gewächshäuser der Gärtnerei abgebrochen sowie Wiesen, Wege, Teich und Spielplatz angelegt worden waren, wurde der Park 1988 eingeweiht. Seitdem finden dort gelegentlich Veranstaltungen wie Sport im Park statt.